# Porter W. Anderson junior
Porter Warren Anderson, Jr. (* 1. Januar 1937 in Corinth, Mississippi) ist ein US-amerikanischer Mikrobiologe. Er wurde vor allem für die Entwicklung eines Impfstoffs bekannt, der Kinder gegen die Haemophilus influenzae b-Infektion, eine der schwersten bakteriellen Infektionen in den ersten fünf Lebensjahren, schützt. Anderson ist Mitglied der American Society for Microbiology sowie der National Academy of Sciences.

## Leben
Porter W. Anderson wurde am 1. Januar 1937 in Corinth, Mississippi als erster Sohn von Porter Warren Anderson Sr. und Mary Rogers Anderson geboren. Nach dem Umzug der Familie aus beruflichen Gründen des Vaters wurde Anderson ab einem Alter von etwa drei Monaten in der Nähe von Montgomery, Alabama groß, wo 1941 seine Schwester Sarah geboren wurde.
Nach seinem Abschluss an der Sidney Lanier High School in Montgomery im Jahre 1954 erlangte Anderson 1958 den Bachelor of Arts in Chemie an der Emory University in Atlanta, Georgia. 1961 machte er seinen Hochschulabschluss an der Harvard University und erlangte 1962 den Master of Arts sowie 1967 den Ph.D. in Bakteriologie. Von 1966 bis 1968 unterrichtete Anderson am Stillman College, einem historischen afroamerikanischen College in Tuscaloosa.
Am Kinderkrankenhaus Boston begann Anderson 1968 zusammen mit David H. Smith und Richard Insel an einem Impfstoff gegen Hib-Infektionen, welche bei Kindern unter anderem Ursache für Meningitis und Epiglottitis, zu forschen. Da Tierversuche mit ihrem ersten Impfstoff, ein gereinigter Polysaccharid, ohne Ergebnisse verliefen, testeten Anderson und seine Kollegen die Impfstoffe an sich selbst. Der Impfstoff wurde 1986 zur medizinischen Verwendung zugelassen. Klinische Studien in Finnland belegten daraufhin die Wirksamkeit des Impfstoffs bei Kindern, jedoch nicht bei Säuglingen. Nach ihrem Wechsel an die University of Rochester entwickelte das Forscherteam auch einen Impfstoff für Säuglinge, der im Jahr 1990 zum festen Bestandteil von Standard-Schutzimpfungen im Kindesalter wurde und zu einer Verringerung der Hib-Erkrankungen um 99 % führte. Anderson und Smith erhielten 1996 für ihre Leistungen den Albert Lasker Award for Clinical Medical Research. Anderson wurde außerdem für 2017 der Prinz-Mahidol-Preis zugesprochen.
Die Webseite scienceheroes.com listet Anderson mit über 660.000 geretteten Menschenleben auf Platz 91 der Menschen, die weltweit die meisten Menschenleben gerettet haben.
Anderson hält insgesamt neun Patente sowie drei noch ausstehende Patentanmeldungen. Er besitzt ein Haus in Key Largo, Florida, verbringt aber ebenfalls viel Zeit in Boston.